# La dottoressa del distretto militare
La dottoressa del distretto militare è un film del 1976 diretto da Nando Cicero.
La pellicola rientra nel genere della commedia sexy all'italiana.

## Trama
Una procace dottoressa chiamata a sostituire un superiore in un ospedale militare, è fermamente decisa a smascherare i soldati che, per ottenere un congedo o rinviare la partenza, si fingono malati. Un compito non facile per la provocante dottoressa, che risveglia i più bassi istinti in decine di reclute sessualmente represse.